# Chester Football Club
El Chester Football Club es un equipo de fútbol de Inglaterra que juega en la Conference North, la sexta liga de fútbol más importante del país.
Es considerado el sucesor del Chester City, tras su desaparición en 2010.

## Historia
Fue fundado en el año 2010 en la ciudad de Chester como el sucesor del desaparecido Chester City F.C., fundado en 1885 y que desapareció en el 2010. El nombre del equipo fue escogido por votación, donde el 70% de los votos fueron para el Chester FC, nombre que tuvo su antecesor por 98 años.

### Temporada Inaugural
Su debut en un torneo de liga fue el 24 de agosto del 2010 ante el Warrington Town, donde el primer gol del equipo lo anotó Rob Hopley al minuto 6, en el empate 1-1.
Su primer partido en condición de local fue ante el Trafford, con victoria para el Chester FC 6-0, con 3 goles de Michael Wilde y su primera derrota fue ante el Chorley 1-2 en casa. Lograron el ascenso con el triunfo 2-1 ante el Cammell Laird en octubre, justo antes de igualar el récord de 9 triunfos consecutivos de visitante del Trafford si vencián al Ossett Albion, lo que consiguieron por marcador de 6-0 en enero, y obtuvieron el ascenso al superar en 12 puntos a sus rivales del Skelmersdale, lo cual se confirmó al vencer al Garforth Town, combinado a la derrota del Skelmersdale ante el Ossett Albion 2-7.

## Estadio

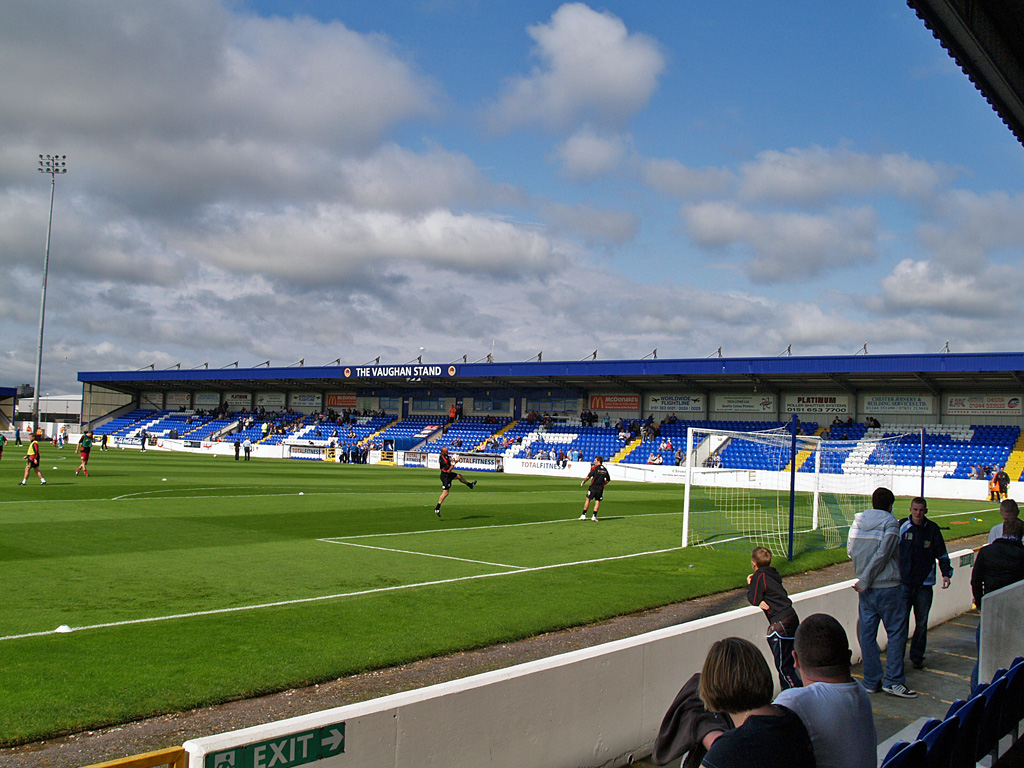
El Deva Stadium.

El Chester FC juega de local en el Deva Stadium, actualmente conocido como Lookers Vauxhall Stadium por razones de patrocinio, que fue la sede del desaparecido predecesor. Tiene una capacidad para 5,376 espectadores, de los cuales 4,170 están sentados; es el estadio 110 en tamaño de toda Inglaterra. Resulta curioso que el estadio se encuentra en la misma frontera con Gales, situándose el terreno de juego en la galesa Flintshire y parte del aparcamiento en terreno inglés.
Anteriormente, el primigenio Chester City Football Club jugó sus encuentros en el Sealand Road entre 1906 y 1990.

## Rivalidades
Sus principales rivales son sus vecinos de Gales, el Wrexham, con los que se enfrentan en el llamado Derbi Fronterizo.

## Palmarés
- Conference North: 1

2012–13
- Northern Premier League Premier Division: 1

2011–12
- Northern Premier League Division One North: 1

2010–11
- Cheshire Senior Cup: 1

2012–13
- Peter Swales Shield: 1

2012
- Supporters Direct Cup: 1

2011

## Récords
- Mayor asistencia de local: 5,009 v Northwich Victoria, 9 de abril de 2012
- Menor asistencia de local en un partido de Liga: 1,740 v AFC Fylde, 12 de enero de 2011
- Más puntos en una temporada: 107 (42 juegos) - Conference North, 2012–13
- Mayor victoria en casa: 6–0 v Trafford, 8 de septiembre de 2010, 6–0 v Ossett Albion, 22 de enero de 2011, 6–0 v North Ferriby United, 3 de septiembre de 2011 y 6–0 v Stockport Sports, 29 de enero de 2013
- Mayor victoria de visitante: 0–6 v Hinckley United, 12 de enero de 2013
- Peor derrota de local: 2–3 v Congleton Town, 10 de noviembre de 2010, y 2–3 v Radcliffe Borough, 11 de diciembre de 2010
- Peor derrota de visitante: 4–1 v Nantwich Town, 29 de agosto de 2011
- Goleador histórico: Michael Wilde – 46 goles (41 Liga, 5 Copa)
- Más apariciones: George Horan – 135 (todas de titular)

## Plantilla 2017-18

#### Altas y bajas 2017–18
| Altas                 | Altas          | Altas             | Altas           | Altas        |
| Jugador               | Posición       | Procedencia       | Tipo            | Costo        |
| --------------------- | -------------- | ----------------- | --------------- | ------------ |
| Shepherd Murombedzi   | Centrocampista | Agente libre      | Libre.          | --           |
| Gary Roberts          | Centrocampista | Agente libre      | Libre.          | --           |
| Sam Hornby            | Portero        | Port Vale         | Cesión.         | --           |
| Daniel Udoh           | Delantero      | Crewe Alexandra   | Cesión.         | --           |
| Myles Anderson        | Defensa        | Torquay United    | Cesión.         | --           |
| Ryan Rainey           | Centrocampista | Wolverhampton     | Cesión.         | --           |
| Jordan Archer         | Delantero      | Stourbridge       | Traspaso.       | No revelado. |
| Reece Hall-Johnson    | Defensa        | Grimsby Town      | Cesión.         | --           |
| Offrande Zanzala      | Delantero      | Derby County      | Cesión.         | --           |
| Lathaniel Rowe-Turner | Defensa        | Torquay United    | Traspaso libre. | --           |
| Paul Turnbull         | Centrocampista | Barrow            | Traspaso.       | No revelado. |
| Ross Hannah           | Delantero      | Barrow            | Traspaso.       | No revelado. |
| Andy Halls            | Defensa        | Macclesfield Town | Traspaso libre. | --           |
| Harry White           | Delantero      | Solihull Moors    | Traspaso.       | --           |

| Bajas            | Bajas          | Bajas              | Bajas                  | Bajas        |
| Jugador          | Posición       | Destino            | Tipo                   | Costo        |
| ---------------- | -------------- | ------------------ | ---------------------- | ------------ |
| Alex Lynch       | Portero        | Agente libre       | Rescisión de contrato. | --           |
| Tom Shaw         | Centrocampista | Tamworth           | Traspaso.              | No revelado. |
| Nathan Vaughan   | Portero        | Worcester City     | Doble registración.    | --           |
| Offrande Zanzala | Delantero      | Derby County       | Fin de cesión.         | --           |
| Jordan Chapell   | Centrocampista | Stalybridge Celtic | Cesión.                | --           |
| James Alabi      | Delantero      | Tranmere Rovers    | Fin de contrato.       | No definido. |
| Sam Hughes       | Defensa        | Leicester City     | Traspaso.              | £130.000.    |
| Elliot Durrell   | Centrocampista | Agente libre       | Fin de contrato.       | --           |
| Johnny Hunt      | Defensa        | Agente libre       | Fin de contrato.       | --           |
| Blaine Hudson    | Defensa        | Agente libre       | Fin de contrato.       | --           |
| Kane Richards    | Delantero      | Agente libre       | Fin de contrato.       | --           |
| Ross Killock     | Defensa        | Agente libre       | Fin de contrato.       | --           |
| Kieran Evans     | Defensa        | Agente libre       | Fin de contrato.       | --           |
| Theo Vassell     | Defensa        | Walsall            | Fin de cesión.         | --           |
| Liam Roberts     | Portero        | Walsall            | Fin de cesión.         | --           |
| Ryan Lloyd       | Centrocampista | Port Vale          | Fin de cesión.         | --           |